# Seo Jae-pil
Seo Jae-pil (en coreano: 서재필 徐載弼; 7 de enero de 1864-5 de enero de 1951), conocido en inglés como Philip Jaisohn, fue un activista independentista y político, médico anatomista, activista de derechos humanos de Corea del Sur y periodista independiente. Su sobrenombre era Songjae, Ssangkyong. Fue el fundador del Tongnip Sinmun, el primer periódico escrito íntegramente en Hangul.
Jae-pil fue uno de los organizadores del fallido golpe de Estado Gapsin en 1884. Por ello, fue condenado por traición y buscó refugio en los Estados Unidos, donde se convirtió en ciudadano y obtuvo un doctorado en medicina. Al regresar a Corea en 1895, a Jaisohn se le ofreció un puesto como asesor principal del gobierno de Joseon. Él declinó la oferta y optó por centrarse en los movimientos de reforma donde abogó por la democracia, la independencia coreana y la autosuficiencia frente a la intervención extranjera, numerosos derechos civiles y el sufragio universal. Jae-pil se vio obligado a regresar a los Estados Unidos en 1898, desde donde participó en el Primer Congreso Coreano y abogó por el Movimiento Primero de Marzo y el apoyo del gobierno de los Estados Unidos a la independencia de Corea. Jae-pil se convirtió en asesor principal del Gobierno militar del Ejército de los Estados Unidos en Corea después de la Segunda Guerra Mundial y fue elegido representante interino en Corea del Sur en las elecciones legislativas de 1946.
Murió en 1951, poco después de regresar a los Estados Unidos durante la Guerra de Corea. Sus restos fueron enterrados nuevamente en el Cementerio Nacional de Seúl en 1994.
Jae-pil era un admirador del liberalismo y el republicanismo de estilo estadounidense. También tenía una mentalidad reformista y trató de revisar la cultura y las instituciones confucianistas en Corea.

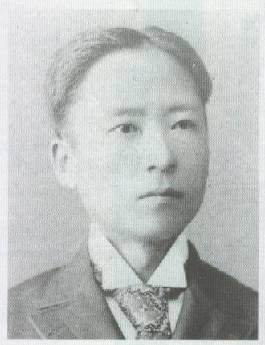
De joven.

## Obra
- El viaje de Hansu
- Mis días en Corea y otros ensayos
- Mis compatriotas en la patria